# Dzień na plaży
Dzień na plaży – powieść holenderskiego pisarza Heere Heeresmy z 1962 r. Na podstawie tej powieści Simon Hesera wyreżyserował w 1970 r. film według scenariusza Romana Polańskiego. Powieść została sfilmowana ponownie w 1984 przez Theo van Gogha.

## Treść
Głównym bohaterem powieści jest Bernard, człowiek mający poczucie klęski własnego życia i żywiący skłonność do alkoholu. Była żona Bernarda, Meduza (oryg. Medusa) wyszła za mąż za Karola (oryg. Carl), pracującego jako dyrektor biura reklamowego. Bernard zabiera z domu żony swą córkę, Walijne, dostaje od Karola pieniądze i rozpoczyna swą całodzienną wędrówkę po mieście. Po drodze spotyka Luisa, który na oczach Walijne uderza go kilkakrotnie domagając się zwrotu pożyczonych pieniędzy. Potem oboje jadą tramwajem na plażę. Podczas wędrówki Bernard spotyka znajomych, wstępuje do restauracji, pije alkohol i zapomina o córce.
Podsumowując wymowę powieści, Dorota i Norbert Morciniec stwierdzają, iż autor przekonywa za pomocą parodii, elementów realistycznych i surrealistycznych o niemożności porozumienia się z otoczeniem niezwykłej indywidualności, szukającej ucieczki przed samotnością w alkoholu.